# Марк Манлий Капитолин (консул 392 года до н. э.)
Марк Манлий Капитолин (лат. Marcus Manlius Capitolinus, ум. 384 до н. э.) — древнеримский политический деятель, консул 392 года до н. э., герой обороны Капитолия.

## История
В 390 году до н. э. галлы напали на Рим и захватили город. 
Только на капитолийском холме укрылась часть жителей, которая наотрез отказывалась сдаться врагам. 
Галлы же, не способные взять хорошо защищённый холм, но и не желавшие уходить ни с чем, предприняли отчаянную попытку ночного штурма. Часть варваров под покровом ночи должна была взобраться по отвесной части холма (Тарпейской скалы) и, убив стражу, открыть ворота остальным силам. 
Но как только галлы стали подниматься на холм, их услышали священные гуси в храме Юноны и подняли сильный шум. 
Первым проснувшимся от гогота был Марк Манлий, он вступил в схватку, сбросив поднявшегося галла со скалы. Из-за возникшего шума проснулись другие солдаты и уснувшие часовые, таким образом отбив вражескую атаку. 
Данный подвиг сделал из Манлия народного героя, и его по праву стали называть Капитолийским. Он имел много наград и был очень почитаем среди плебса. 
Впоследствии Манлий, будучи патрицием, выступил в защиту плебеев и, обвинённый патрициями в попытке восстановления царской власти, был сброшен с Тарпейской скалы.